# Франчук, Валерий Александрович
Валерий Александрович Франчу́к (р. 1950) — украинский художник, график. Народный художник Украины (2015). Лауреат Национальной премии Украины имени Тараса Шевченко 2008 года.

## Биография
Франчук Валерий Александрович родился 10 сентября 1950 в селе Зэлэна Красиловского района Хмельницкой области, Украина.
Художник (живописец-график). Член Национального союза художников Украины с 1990 года. Франчук окончил КГХИ (ныне Национальная академия изобразительного искусства и архитектуры) в 1986 году. Графический факультет, мастерская станковой графики.
В 1986—1989 годах работал в графическом цехе Киевского комбината монументального декоративного искусства. С 1990 года на творческой работе.
С 1983 года ведет активную выставочную деятельность как на территории Украины, так и далеко за её пределами, что способствует интеграции украинского искусства в мировое культурное сообщество. Достойный подражания гражданский и патриотический поступок Валерия Франчука — его решение передать в дар государству (музею-мемориалу «голодомора на Украине») 72 произведения из цикла «Раскачанные колокола памяти» над которым автор работает последние 17 лет. Творческое наследие художника за 27 лет состоит из более 3000 произведений живописи и более 700 графических листов. На его счету 104 групповых, республиканских и международных художественных выставок и 128 персональных выставок на Украине и за её пределами. Произведения хранятся в отечественных музеях, общественных организациях и культурных центрах Украины и стран мира.
На творчество художника написано 246 публикаций в газетах и журналах Украины и мира.

## Награды
- Национальная премия Украины имени Тараса Шевченко (№ 193 от 03.03.2008) — за цикл живописных произведений «Раскачанные колокола памяти», посвящённые жертвам голода на Украине
- орден «За заслуги» III степени (№ 10118 от 21.11.2008 — указ президента Украины № 1061/2008).
- орден Святого Архистратига Михаила (№ 2474 от 26.11.2008).
- народный художник Украины (№ 632 от 09.11.2015).
- заслуженный художник Украины (№ 1677 от 30.11.2005).
- премия имени Василия Стуса (2003)[1].
- нагрудный знак «Знак почёта» (№ 3082 от 19.9.2005 № 286).
- почётная награда Министерства культуры и искусств Украины за достижения в развитии культуры и искусств (№ 557 от 06.10.2003).
- почётная награда Министерства культуры и туризма Украины «За многолетний плодотворный труд в области культуры» (№ 1332 от 26.11.2005).
- почётная грамота Киевского городского головы (№ 1840 от 05.03.2003) и т. д.

## Творчество
Основными сериями и циклами, к которым обращается художник в своем творчестве являются:
1. Цикл произведений «Молюсь за тебя, Украина» (история казачества, Тарас Григорьевич Шевченко).
2. Цикл произведений «Раскачанные колокола памяти» (светлой памяти жертвам Голодоморов на Украине).
3. Серия произведений «Познание истины» (поиск ответа на вечные вопросы человеческой жизни).
4. Цикл произведений «Ода создателю мира» (впечатления от чуда света природы украинской земли).
5. Серия произведений «Черная-Биль» (светлой памяти жертвам, ликвидаторам Чернобыля).
6. Цикл произведений «Плоды сада человеческого» (гармоничное сочетание души человека, философское осмысление бытия, портреты).
7. Серия произведений «Мир Вам!» (Библейские сюжеты).
8. Серия произведений «Тишина старого города» (серия посвященная старому Киеву).
9. Серия произведений «Истоки» (на сюжеты Украинских народных песен).

Творческое кредо: "Я творю для того, чтобы люди не забывали, что у них есть душа. А, говорят, она вечна… "